# Toriten

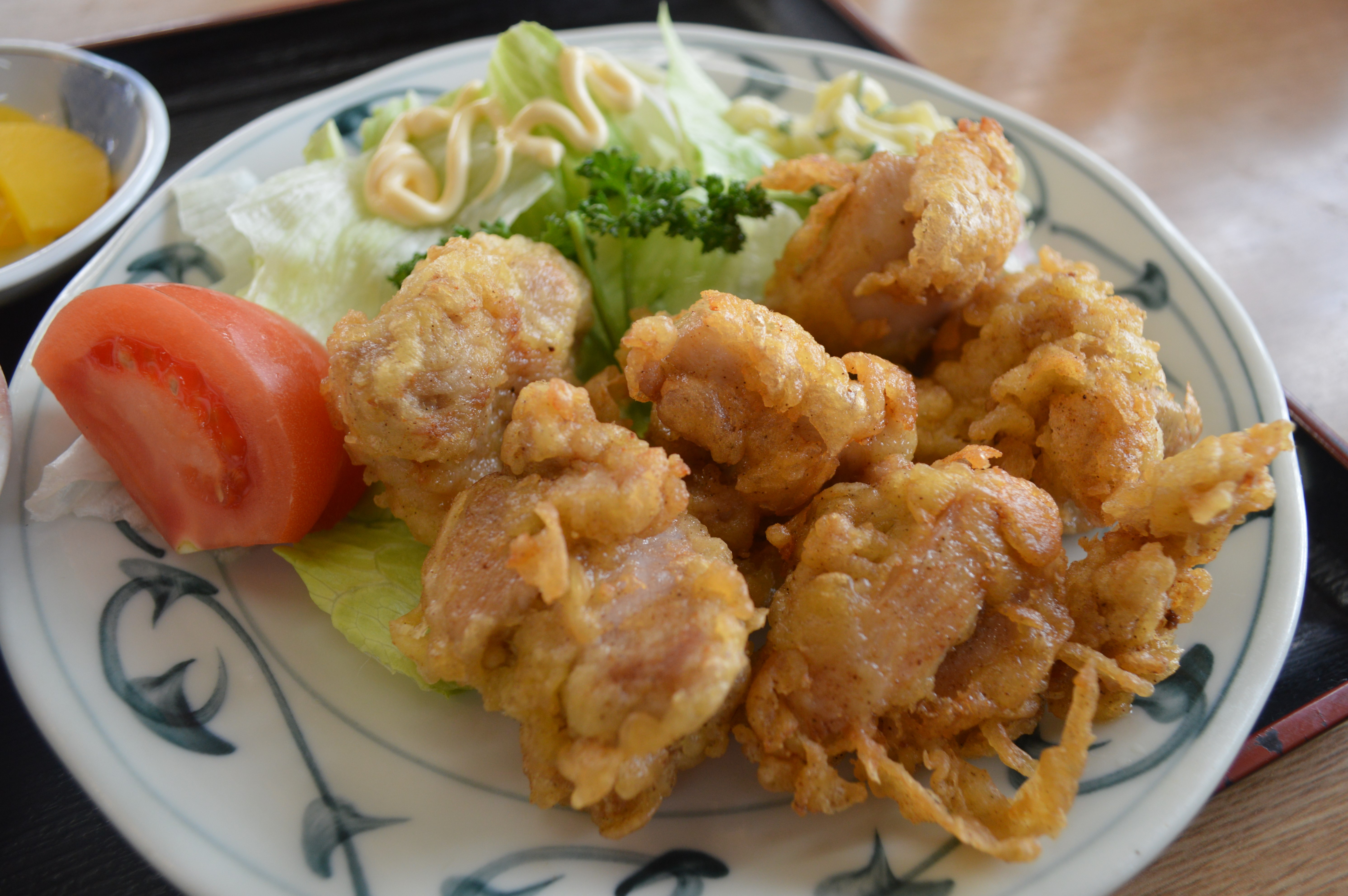
Toriten.

El toriten es un pollo frito al estilo de la tempura japonesa. Es un plato originario de la prefectura de Oita, muy popular allí.
Puede hacerse con cualquier parte del pollo. Se corta en nuggets, se moja en salsa de soja, sake y ajo en polvo, se recubre en harina de tempura y se fríe. Suele servirse con verdura fresca, y se toma caliente inmediatamente después de freír. La salsa más común es el ponzu (hecha con salsa de soja y vinagre) con mostaza.